# Roscoe Born
Roscoe Born (Topeka, Kansas, 24 november 1950 – 3 maart 2020) was een Amerikaans acteur. 
Hij speelde van 1989 tot 1991 de rol van Robert Barr in de soapserie Santa Barbara. Voor deze rol werd hij genomineerd voor een Emmy Award.
Born mag gerust een soapveteraan worden genoemd. Hij speelde onder meer in One Life to Live, The City, Ryan's Hope en All My Children. Desondanks stond hij bekend als een complex man. Hij was verantwoordelijk voor een negatief artikel over soaps en kwam opeens niet opdagen op de set van All My Children. Deze acties deden zijn reputatie geen goed.
Roscoe verscheen samen met A Martinez in de film Powwow Highway (1989). 
Van 1994 tot 2000 was Roscoe getrouwd met actrice Roberta Bizeau. In 1997 werd hun dochtertje Alberta Mary geboren.
- Library of Congress Control Number: no00022529
- Système universitaire de documentation: 243706669
- Virtual International Authority File: 70930101
- WorldCat: E39PBJcwC9CtXwyGCQYHf4X68C